# Teatro Imperial de Compiègne
El Teatro Imperial de Compiègne (en francés: Théâtre Impérial de Compiègne) es un teatro en Compiègne, en el departamento del Oise, en el norte de Francia.
El emperador Napoleón III decidió construir un teatro en Compiègne para entretener a su corte en 1866. Él eligió la ubicación y el arquitecto del edificio, Gabriel-Auguste Ancelet. El trabajo comenzó en 1867 y estuvo bien hasta el estallido de la guerra franco-prusiana de 1870. La batalla de Sedan arruinó el imperio y eliminó la posibilidad de terminar el edificio en el tiempo previsto. Las paredes fueron construidas, pero el proyecto para decorar el teatro fue suspendido. Las esculturas de Gustave Crauck se hicieron a tiempo, pero el techo, que debía incluir pinturas de Élie Delaunay, quedó descubierto.
En 1987 la asociación para el Théâtre Impérial de Compiègne fue creada por Pierre Jourdan, quien dirigió un programa de restauración y de recaudación de fondos para restaurar el edificio y convertirlo en «una meca» para la etapa operística. Un equipo de expertos y arquitectos como Renaud Bardon comenzó a trabajar en 1990 para completar el edificio, mientras que otra asociación bajo el mando de Pierre Jourdan fue responsable de la programación de espectáculos. El teatro fue inaugurado oficialmente en septiembre de 1991 con la ópera Enrique VIII de Camille Saint-Saëns.

## Véase también

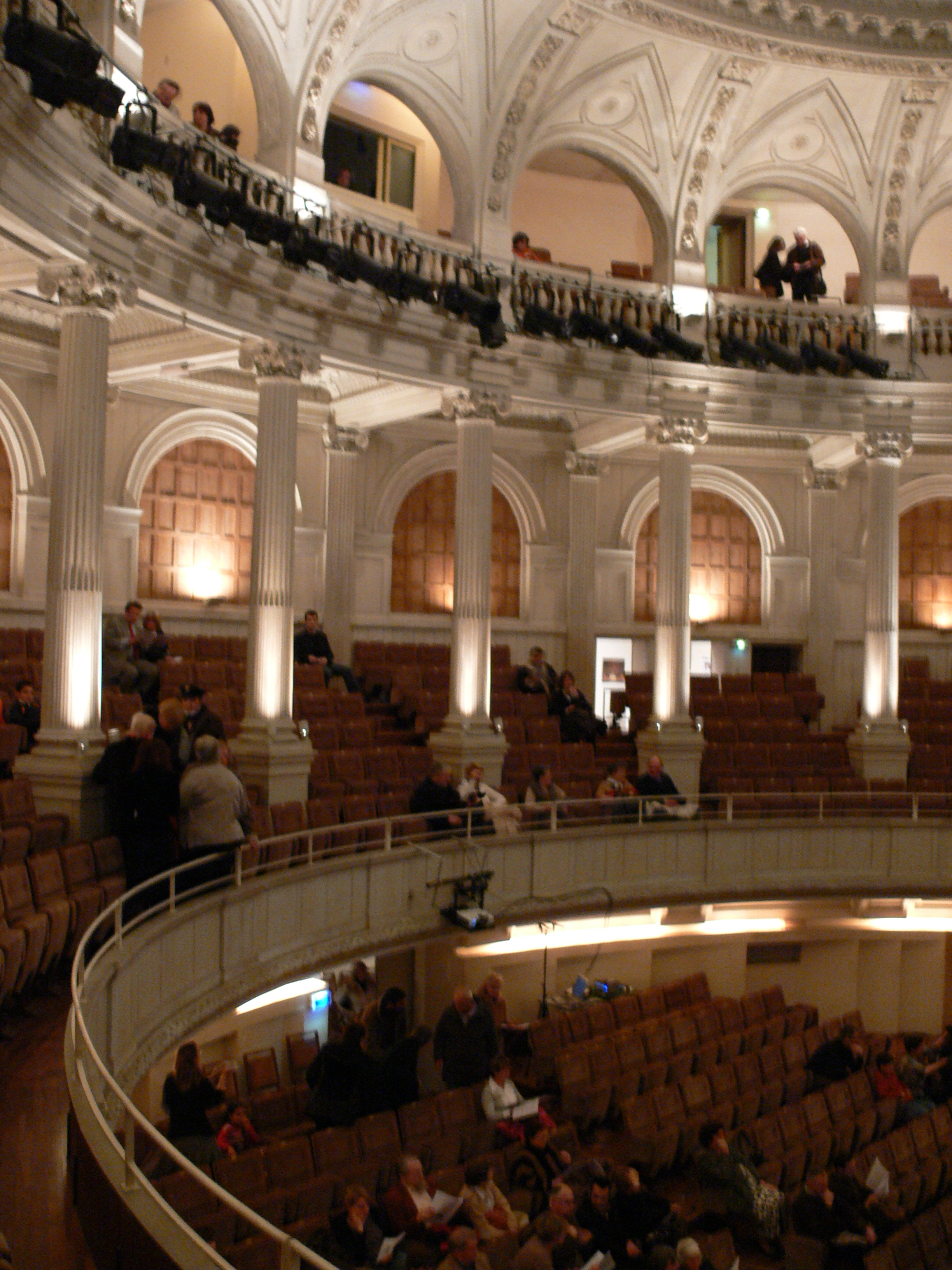
Vista interna